# Katsuogi

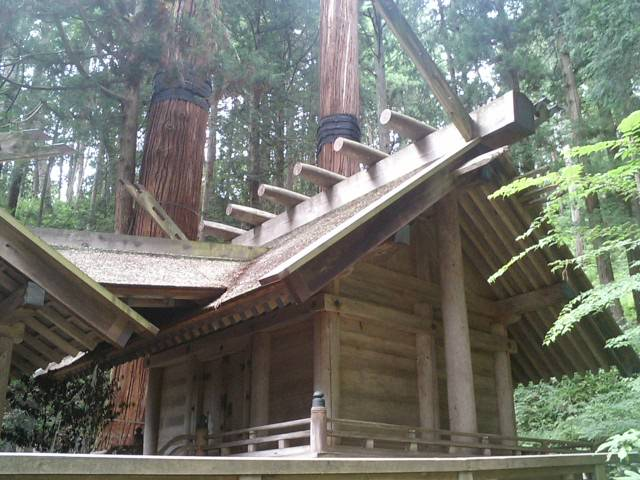
Katsuogi avec chigi sur le honden de Nishina Shinmei-gū.

Les katsuogi (鰹木, 堅魚木, 勝男木, 葛緒木) ou kasoegi (斗木) sont de courts et décoratifs rondins de bois que l'on trouve en architecture japonaise et particulièrement dans l'architecture shinto. Ils sont placés à angle droit le long de la crête des toits et sont généralement présents dans l'architecture religieuse ou impériale. Les katsuogi sont antérieurs à l'influence bouddhiste et constituent un élément architectural propre au Japon. Ils sont souvent placés sur les toits avec des chigi, ornementations en forme de fourche utilisées sur les sanctuaires shintoïstes. Aujourd'hui, les katsuogi et les chigi sont employés exclusivement sur les bâtiments shintoïstes et peuvent servir à les distinguer des autres structures religieuses telles que les temples bouddhistes.

## Origine

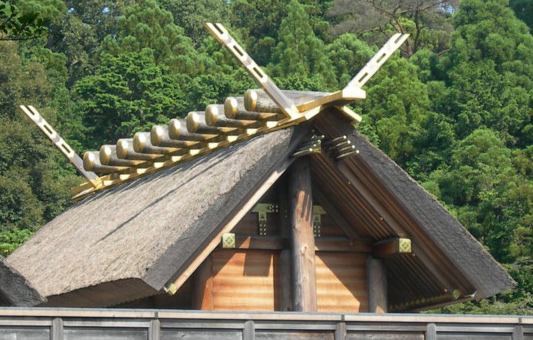
Katsuogi placés le long de la poutre faîtière du toit à Ise-jingū.

Le but original des katsuogi est incertain. Une théorie veut que les rondins de bois ont été initialement utilisés pour peser sur les couvertures en chaume des premiers bâtiments japonais. Comme les techniques de construction se sont améliorées, le besoin de poids a disparu et les rondins ne restent plus que pour leur valeur ornementale. Leur existence au cours de la période Jōmon (250-538) est en tout cas bien documentée par de nombreux objets.
Comme les  chigi, les katsuogi sont initialement réservés à la seule noblesse. La première description que l'on en connaisse se trouve dans le Kojiki, un texte japonais du VIIe siècle, où ils semblent n'être accessibles qu'à l'empereur. Dans l'extrait, l'empereur Yuryaku (418-479) voit le toit de la maison d'un fonctionnaire chargé de katsuogi. Très irrité, il traite le fonctionnaire de coquin et de misérable pour avoir construit une maison à l'imitation du palais impérial.
Plus tard, les empereurs accordent à des familles telles que les Nakatomi et Mononobe la permission d'installer des katsuogi sur leurs maisons. Comme ces clans étaient de fervents partisans et des administrateurs shinto, les katsuogi ont fini par décorer les sanctuaires shintoïstes. Au VIe siècle, les katsuogi ont commencé à être utilisés sur les maisons des familles puissantes en accompagnement des chigi. Après la restauration Meiji (1868), leur utilisation dans les nouveaux sanctuaires est limitée au honden.

## Conception

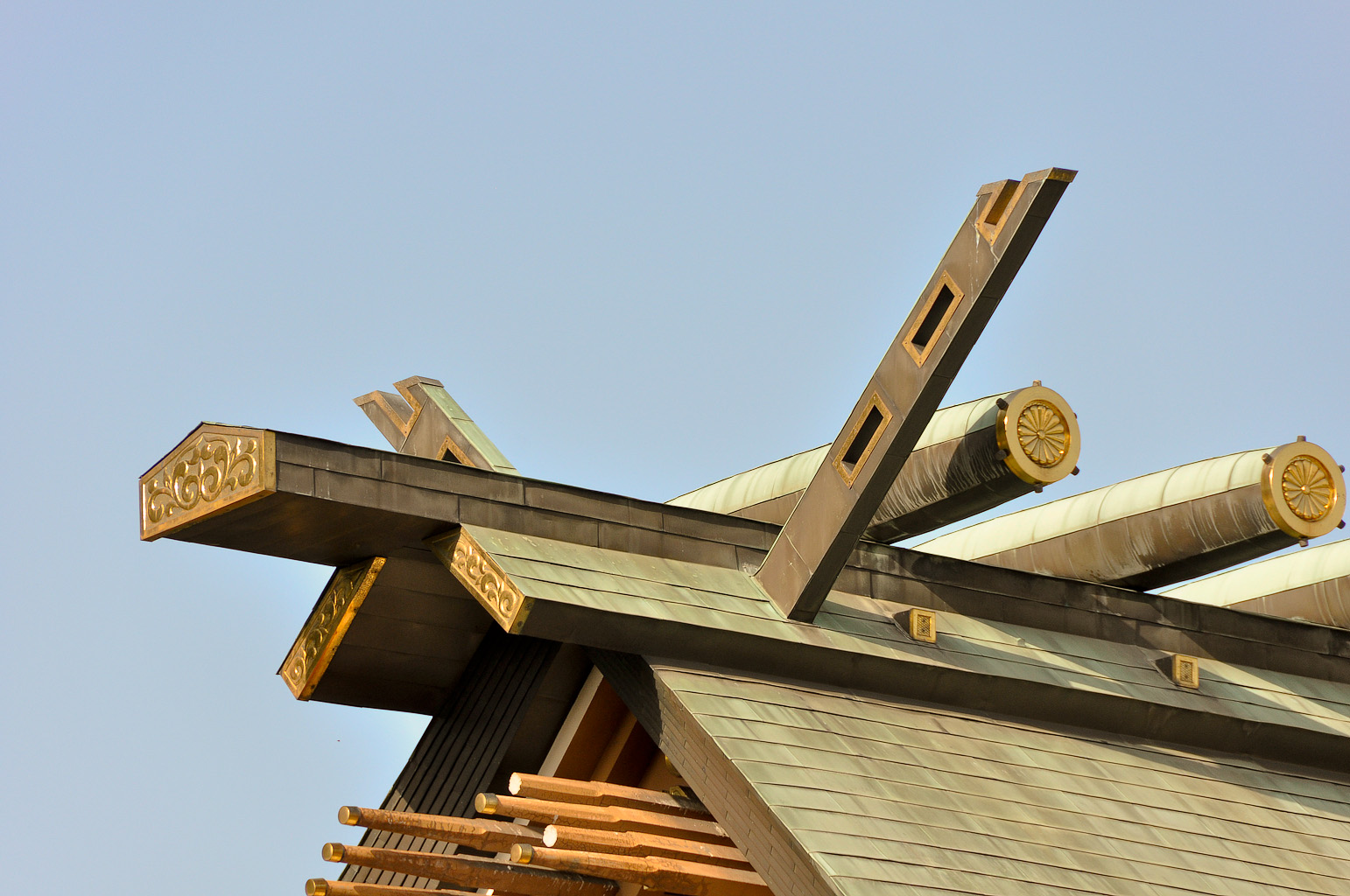
Katsuogi décoré du sceau impérial du Japon.

Le katsuogi est habituellement une courte pièce de bois arrondie. La plupart sont ronds, bien que des formes carrées ou en losange ont parfois été utilisées. Certains sont sculptés avec des extrémités effilées. Les katsuogi plus ornés sont couverts d'or ou de bronze et décorés du blason du clan.
Le nombre de katsuogi utilisés sur n'importe quel toit donné varie, mais en général il y en a toujours au moins un à chaque extrémité. Les bâtiments les plus anciens ont tendance à employer plus de katsuogi. Ils sont toujours utilisés dans les bâtiments construits dans les styles shinmei-zukuri, kasuga-zukuri, sumiyoshi-zukuri et taisha-zukuri où ils sont presque toujours couplés avec des chigi.

## Sources
- Banister Fletcher (Sir), A History of Architecture,  Architectural Press, 1996  (ISBN 0-7506-2267-9).
- Basil Hall Chamberlain, The Kojiki: Records of Ancient Matters,  Boston, Tuttle Publishing, 2005  (ISBN 0-8048-3675-2).